# Ytterö, Björneborg
Ytterö (finska: Yyteri) är en stadsdel i Björneborg i Finland. Den ligger i Havs-Björneborgs distrikt, cirka 20 kilometer nordväst om staden. Ytterö är belägen på en halvö och är mest känd för den sex kilometer långa sandstranden som är en av de största badstränder vid Östersjön. Den brittiska tidningen The Guardian utnämnde 2016 den till en av världens 50 bästa stränder.
I Ytterö finns bland annat en campingplats, hotell och spa, golfanläggning, surfcenter och nakenbad. Ytterö är också en av de 156 nationellt värdefulla landskapsområden i Finland.

## Bilder från Ytterö

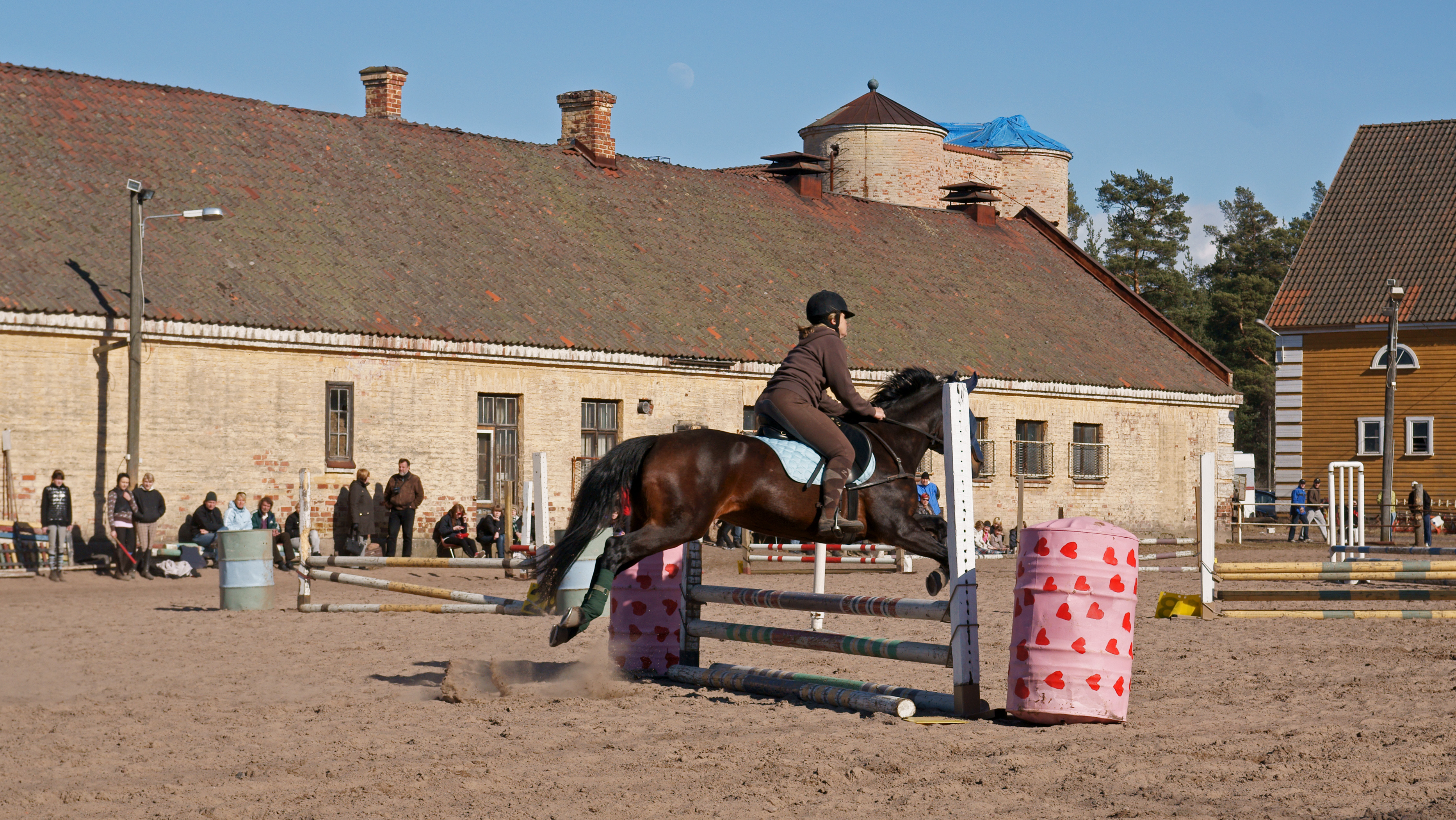
Hopptävling på Ytterö gård.
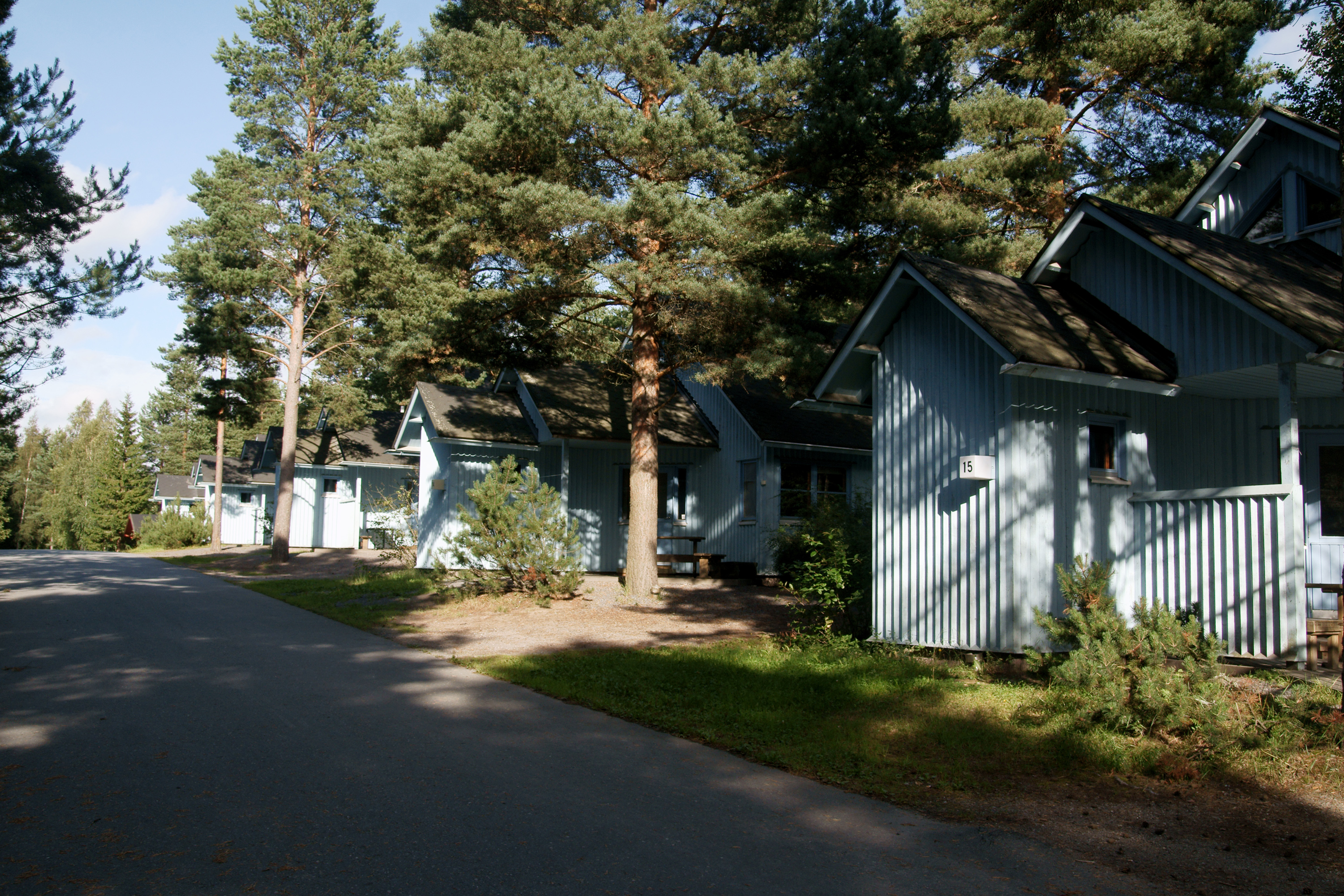
Stugor på Ytterö campinglats.
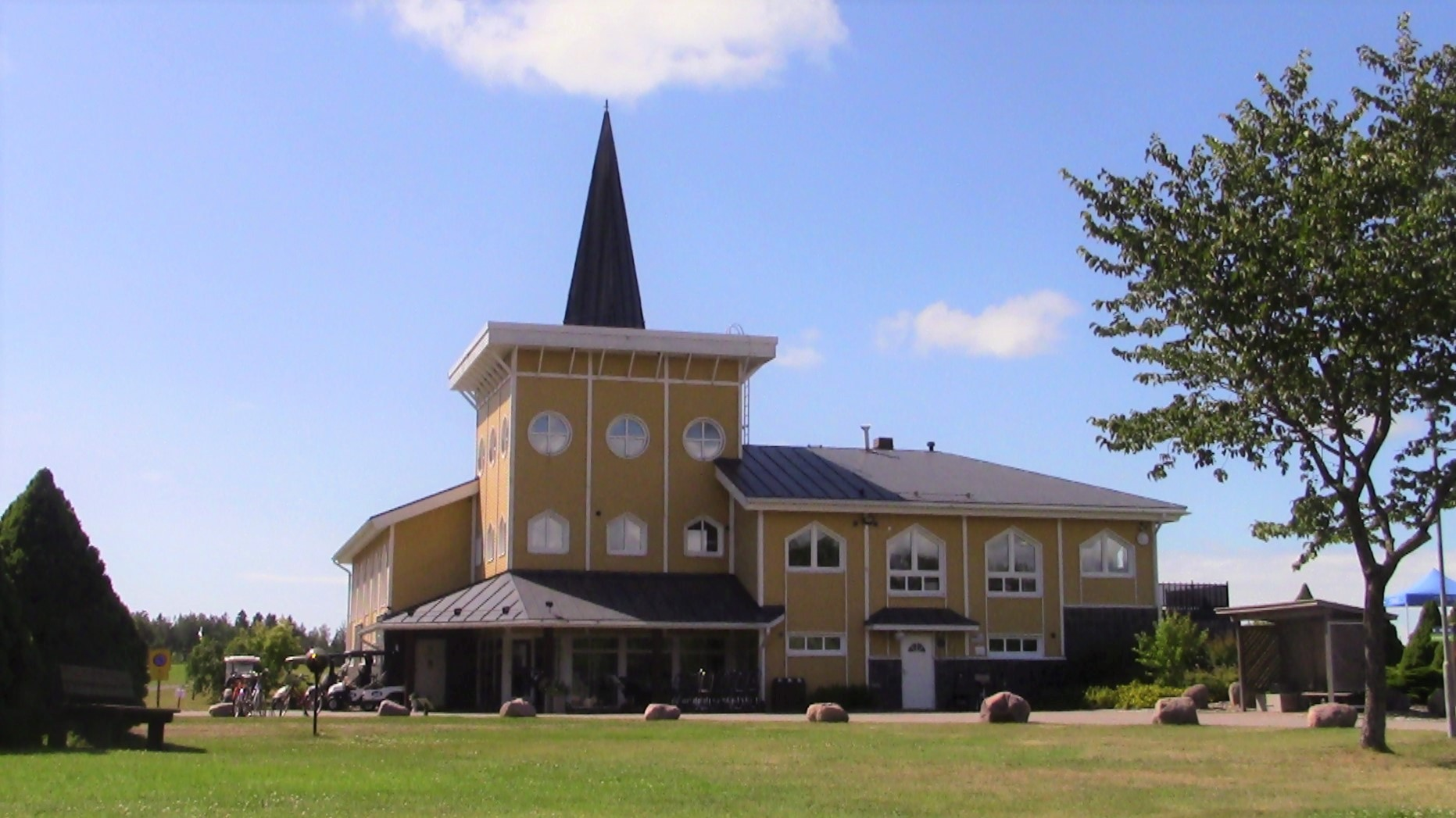
Klubbhuset vid Ytterö golfbanan.
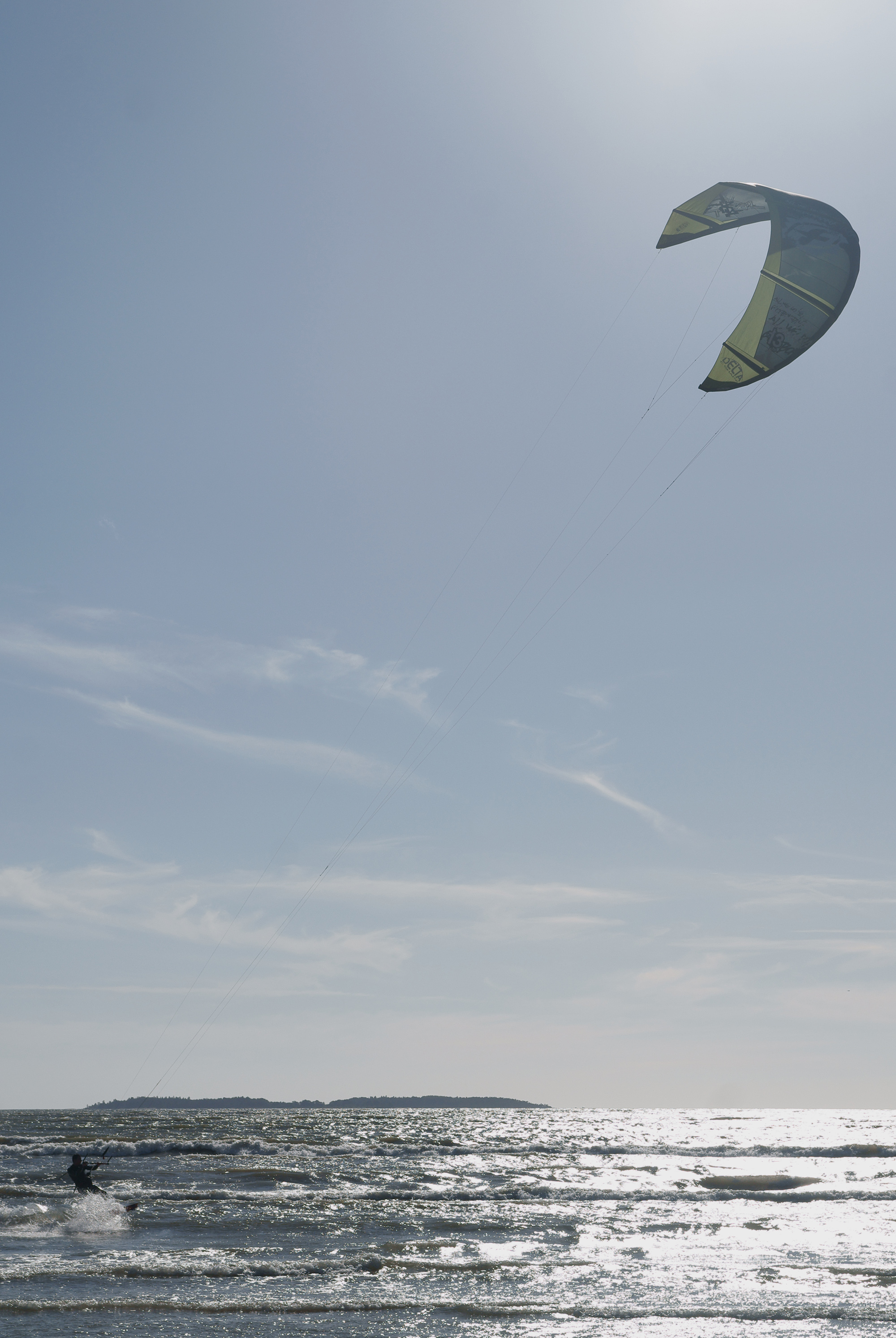
Draksurfing.
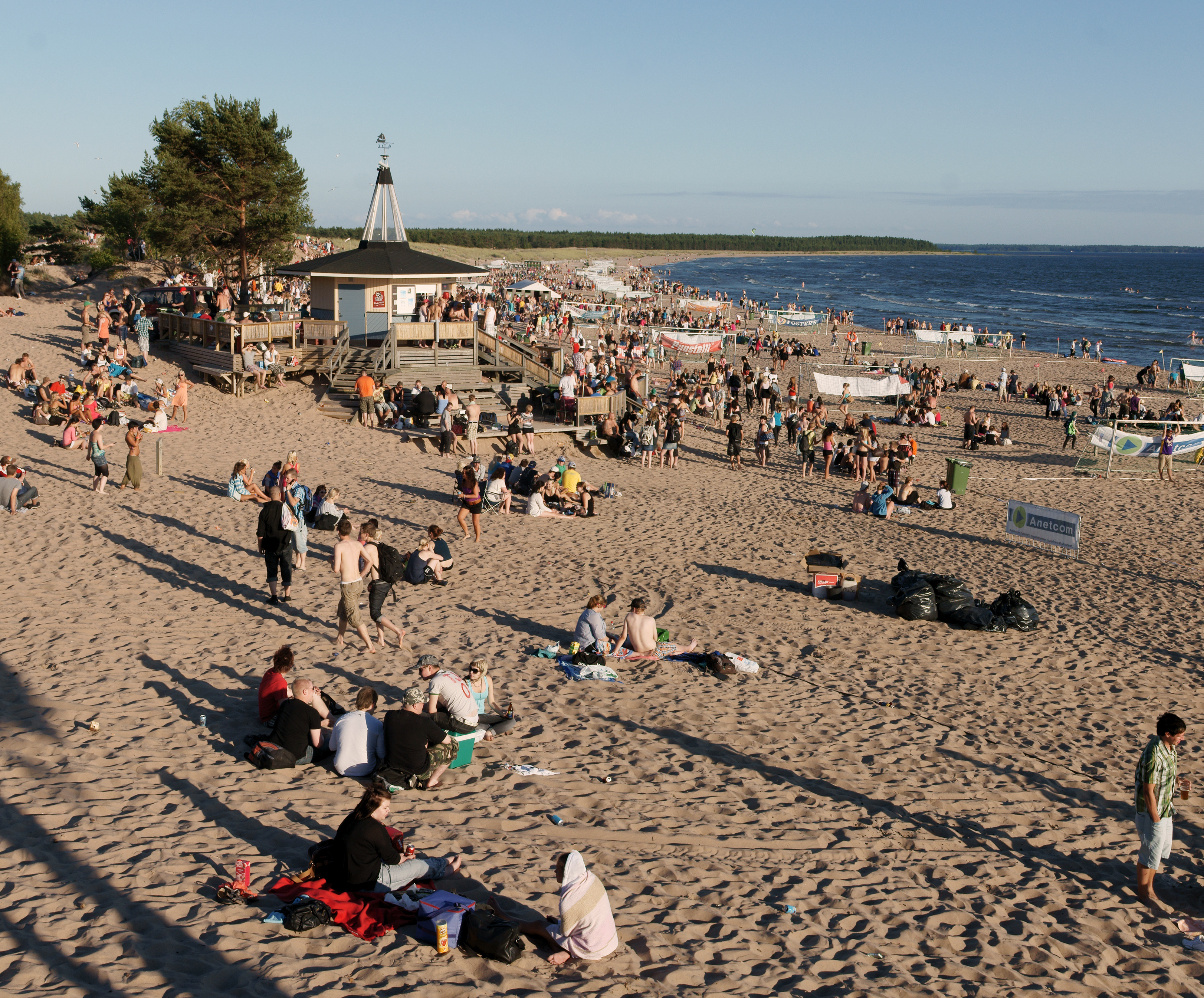
Sommarkväll på Ytterö strand.